# Ramón Astudillo
Benjamín Ramón Astudillo – piłkarz argentyński, obrońca.
Jako piłkarz klubu CA Colón był w kadrze reprezentacji Argentyny w finałach mistrzostw świata w 1934 roku, gdzie Argentyna odpadła już w pierwszej rundzie. W jedynym meczu ze Szwecją był tylko rezerwowym.
Nigdy nie wystąpił w turnieju Copa América.